# Vincenz Priessnitz
Vincenz Priessnitz, född 4 oktober 1799, död 26 november 1851, var en österrikisk naturläkare.
Priessnitz saknade all medicinsk utbildning men anlade 1826 vid Gräfenberg (nuvarande Lázně Jeseník) nära Freiwaldau en vattenkuranstalt, som under något decennium var mycket populär. Priessnitz anses som den moderna hydroterapins grundare.